# محمد سهيل طقوش
محمَّد سهيل طقُّوش مؤرخ لبناني، أستاذ التاريخ الإسلامي في جامعة الإمام الأوزاعي في العاصمة اللبنانية بيروت، تخصصه الدقيق «تاريخ الأتراك»، تغلب عليه النزعة العُرُوبيَّة، ويظهر ذلك في آرائه التاريخية.

## منهجه
يقول جمال الدين فالح الكيلاني: "يتلخص منهج المؤرخ سهيل طقوش بقوله: لا يتوجب الحكم واللوم على التاريخ، والتاريخ يجب أن يوضع ويوثق بلا أي نوع من التحيز أو الاجتهاد في تحليل الدوافع، لأننا ببساطة لم نواكب هذه الأحداث ولا نعرف شيئاً عن الظروف والدوافع التي أدت إليها، كل هم طقوش أن يطلع القاصي والداني على منجزات العرب والمسلمين في حقول الحضارة والثقافة والأدب والفنون، وكثير من هذه المنجزات ذات علاقة مباشرة بحمية المسلمين في نشر دينهم في كل بقعة يستطيعون الوصول إليها باعتبار ذلك جزءاً من رسالة الإسلام، ولقد أبدع المؤرخ طقوش في إبراز دور العرب المسلمين في الإنجاز الحضاري دون إيجاز مخل أو تفصيل ممل، لذلك تتبع آثار حضارة كل دولة عربية وإسلامية انقرضت"، يرفض الدكتور طقوش الأفكار المسبقة عند كتابة التاريخ. وفلسفته في تفسير التاريخ تقوم على أساس أن لكل حادثة تاريخية أسباباً متعددة ودوافع معقدة، كما أن نتائج كل حادثة قد تباين نتائج غيرها، فقد تكون نتائجها متعددة أو محدودة كبيرة أو بعيدة المدى بعضها ظاهر سهل إدراكـه وبعضها خفي يتطلب ذكاء وفطنة لكشفه وإظهاره، ومما يلحظ على أعمال الدكتور طقوش أنه كان تربوياً، وكانت رؤيته التاريخية متسمة بالنزعة الإنسانية، كما أنه لم يحصر نفسه في زاوية ضيقة من زوايا التاريخ، وإنما انصرف إلى معالجة كل جوانب التاريخ، بحقبه المختلفة، فضلاً عن أن لديه اجتهاداته الخاصة، وخاصة على صعيد التفسير التاريخي الذي يأخذ بالدوافع المختلفة وخاصة الاقتصادية والاجتماعية، والمرتكز على أسس علمية، ووطنية، وقومية، وإنسانية وهذا ما جعله يحتل مرتبة متقدمة في مسار الفكر التاريخي".

## من مؤلفاته
1. تاريخ العلاقات العثمانية الإيرانية، دار النفائس، بيروت، 1999.
2. تاريخ العثمانيين من قيام الدولة إلى الانقلاب على الخلافة، دار النفائس، بيروت، 2007.[30] [31]
3. الوجيز في تاريخ الخلفاء الراشدين.
4. موسوعة الحضارات القديمة الميسرة.
5. تاريخ إيران الحديث والمعاصر.

| الرقم التسلسلي | صورة الغلاف | عنوان الكتاب                                             | دار النشر                           | سنة النشر | مكان النشر | رابط الوصول |
| -------------- | ----------- | -------------------------------------------------------- | ----------------------------------- | --------- | ---------- | ----------- |
|                |             | تاريخ العثمانيين من قيام الدولة إلى الانقلاب على الخلافة | دار النفائس للطباعة والنشر والتوزيع | 1995      | بيروت      |             |
|                |             | تاريخ الدولة الأموية                                     | دار النفائس للطباعة والنشر والتوزيع | 1996      | بيروت      | [ 32 ]      |
|                |             | تاريخ الدولة العباسية                                    | دار النفائس للطباعة والنشر والتوزيع | 1996      | بيروت      | [ 33 ]      |
|                |             | تاريخ المماليك في مصر وبلاد الشام                        | دار النفائس للطباعة والنشر والتوزيع | 1997      | بيروت      | [ 34 ]      |
|                |             | تاريخ الأيوبيين في مصر وبلاد الشام وإقليم الجزيرة        | دار النفائس للطباعة والنشر والتوزيع | 1999      | بيروت      | [ 35 ]      |
|                |             | تاريخ الزنكيين في الموصل وبلاد الشام                     | دار النفائس للطباعة والنشر والتوزيع | 1999      | بيروت      | [ 36 ]      |
|                |             | تاريخ الفاطميين في شمالي إفريقية ومصر وبلاد الشام        | دار النفائس للطباعة والنشر والتوزيع | 2001      | بيروت      | [ 37 ]      |
|                |             | التاريخ الإسلامي (الوجيز)                                | دار النفائس                         | 2002      | بيروت      |             |
|                |             | تاريخ سلاجقة الروم في آسيا الصغرى                        | دار النفائس للطباعة والنشر والتوزيع | 2002      | بيروت      | [ 38 ]      |
|                |             | تاريخ السلاجقة في بلاد الشام                             | دار النفائس للطباعة والنشر والتوزيع | 2002      | بيروت      |             |
|                |             | تاريخ الخلفاء الراشدين الفتوحات والإنجازات السياسية      | دار النفائس للطباعة والنشر والتوزيع | 2003      | بيروت      |             |
|                |             | تاريخ المسلمين في الأندلس                                | دار النفائس للطباعة والنشر والتوزيع | 2005      | بيروت      | [ 39 ]      |
|                |             | تاريخ المغول العظام والإيلخانيين                         | دار النفائس للطباعة والنشر والتوزيع | 2007      | بيروت      |             |
|                |             | تاريخ مغول القبيلة الذهبية والهند                        | دار النفائس للطباعة والنشر والتوزيع | 2007      | بيروت      | [ 40 ]      |
|                |             | تاريخ الدولة الصفوية في إيران                            | دار النفائس للطباعة والنشر والتوزيع | 2007      | بيروت      | [ 41 ]      |
|                |             | تاريخ الطولونيين والإخشيديين والحمدانيين                 | دار النفائس                         | 2008      | بيروت      | [ 42 ]      |
|                |             | تاريخ العرب قبل الإسلام                                  | دار النفائس للطباعة والنشر والتوزيع | 2008      | بيروت      |             |
|                |             | تاريخ السلاجقة في خراسان وإيران والعراق                  | دار النفائس للطباعة والنشر والتوزيع | 2010      | بيروت      | [ 43 ]      |
|                |             | تاريخ الحروب الصليبية                                    | دار النفائس للطباعة والنشر والتوزيع | 2011      | بيروت      | [ 44 ]      |
|                |             | تاريخ الجزيرة العربية الحديث والمعاصر                    | دار النفائس للطباعة والنشر والتوزيع | 2013      | بيروت      | [ 45 ]      |
|                |             | تاريخ بلاد الشام (الحديث والمعاصر)                       | دار النفائس للطباعة والنشر والتوزيع | 2014      | بيروت      | [ 46 ]      |
|                |             | تاريخ الزنج والقرامطة والحشاشين                          | دار النفائس للطباعة والنشر والتوزيع | 2014      | بيروت      |             |
|                |             | تاريخ الأكراد (637 - 2015م)                              | دار النفائس للطباعة والنشر والتوزيع | 2015      | بيروت      | [ 47 ]      |
|                |             | تاريخ العراق الحديث والمعاصر                             | دار النفائس للطباعة والنشر والتوزيع | 2015      | بيروت      | [ 48 ]      |
|                |             | تاريخ مصر الحديث والمعاصر                                | دار النفائس للطباعة والنشر والتوزيع | 2018      | بيروت      | [ 49 ]      |
|                |             | تاريخ العلاقات بين المسلمين والبيزنطيين                  | دار النفائس للطباعة والنشر والتوزيع | 2021      | بيروت      |             |

## وصلات خارجية
- دار النفائس.